# Liste der Pfarren im Dekanat Mattighofen
Das Dekanat Mattighofen ist ein Dekanat der römisch-katholischen Diözese Linz.

## Pfarren mit Kirchengebäuden und Kapellen
| Ort                         | Pfarrverband | Ink.                | Patrozinium             | Kirchengebäude und Kapellen | Bild                      |
| --------------------------- | ------------ | ------------------- | ----------------------- | --- | ------------------------- |
| Auerbach (Oberösterreich)   | Mattighofen  |                     | Hl. Remigius            | Pfarrkirche Auerbach (Oberösterreich) Filialkirche Höring                                                                               | Pfarrkirche Auerbach      |
| Feldkirchen bei Mattighofen | Mattighofen  |                     | Hl. Andreas             | Pfarrkirche Feldkirchen bei Mattighofen Filialkirche Aschau, Filialkirche Gstaig, Filialkirche Vormoos, Kapelle in Altheim              | Pfarrkirche Feldkirchen   |
| Friedburg                   | Munderfing   |                     | Hl. Sebastian           | Pfarrkirche Friedburg Wallfahrtskirche Heiligenstatt, Schlosskapelle im Schloss Erb                                                     | Pfarrkirche Freidburg     |
| Jeging                      | Munderfing   |                     | Hl. Stephanus           | Pfarrkirche Jeging | Pfarrkirche Jeging        |
| Kirchberg bei Mattighofen   | Munderfing   |                     | Hl. Kunigunde           | Pfarrkirche Kirchberg bei Mattighofen Filialkirche Siegertshaft                                                                         | Pfarrkirche Kirchberg     |
| Lengau                      | Munderfing   |                     | Hl. Jakobus der Ältere  | Pfarrkirche Lengau | Pfarrkirche Lengau        |
| Lochen am See               | Munderfing   |                     | Mariä Himmelfahrt       | Pfarrkirche Lochen Filialkirche Gebertsham, Filialkirche Astätt                                                                         | Pfarrkirche Lochen        |
| Maria Schmolln              | Mattighofen  |                     | Maria Hilf              | Pfarrkirche Maria Schmolln | Pfarrkirche Schmolln      |
| Mattighofen                 | Mattighofen  |                     | Mariä Himmelfahrt       | Pfarrkirche Mattighofen Kollegiatstift Mattighofen                                                                                      | Pfarrkirche Mattighofen   |
| Munderfing                  | Munderfing   |                     | Hl. Martin              | Pfarrkirche Munderfing Filialkirche Valentinhaft                                                                                        | Pfarrkirche Munderfing    |
| Palting                     | Munderfing   |                     | Hll. Simon und Judas    | Pfarrkirche Palting | Pfarrkirche Palting       |
| Perwang                     | Munderfing   | Michaelbeuern (OSB) | Hl. Johannes der Täufer | Pfarrkirche Perwang | Pfarrkirche Perwang       |
| Pfaffstätt                  | Munderfing   |                     | Hl. Johannes der Täufer | Pfarrkirche Pfaffstätt | Pfarrkirche Pfaffstätt    |
| Pischelsdorf am Engelbach   | Mattighofen  |                     | Mariä Himmelfahrt       | Pfarrkirche Pischelsdorf am Engelbach Filialkirche Hart                                                                                 | Pfarrkirche Pischelsdorf  |
| Schalchen                   | Mattighofen  |                     | Hl. Jakobus der Ältere  | Pfarrkirche Schalchen | Pfarrkirche Schalchen     |
| Schneegattern               | Munderfing   |                     | Maria von Lourdes       | Pfarrkirche Schneegattern | Pfarrkirche Schneegattern |
| Helpfau-Uttendorf           | Mattighofen  |                     | Hl. Stephanus           | Pfarrkirche Helpfau Filialkirche St. Florian bei Helpfau, Marktkirche Uttendorf, Schlosskapelle Uttendorf der ehemaligen Burg Uttendorf | Marktkirche Uttendorf     |

## Dekanat Mattighofen
Das Dekanat umfasst 17 Pfarren.
Dechanten
- seit ? Walter Plettenbauer